# Muziekacademie Bydgoszcz

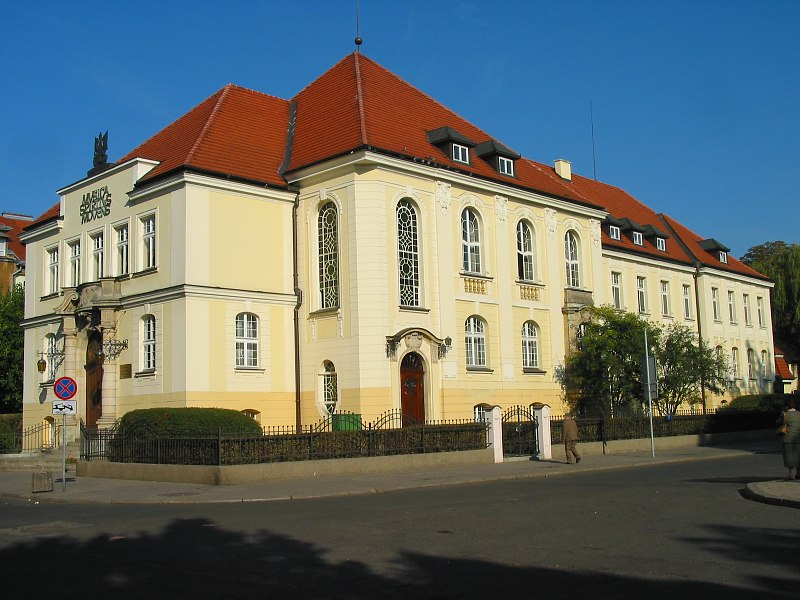
Het hoofdgebouw van de muziekacademie

De Muziekacademie Bydgoszcz (Pools: Akademia Muzyczna im. Feliksa Nowowiejskiego w Bydgoszczy in Bydgoszcz (Duits: Bromberg) werd opgericht in 1974.

## Geschiedenis
Aanvankelijk was dit opleidingsinstituut een afdeling van de Państwowa Wyższa Szkoła Muzyczna (Staatshogeschool voor Muziek) in Łódź (nu: Grażyna en Kiejstut Bacewicz Muziekacademie Łódź). In oktober 1977 waren er twee studierichtingen: instrumentale studies (strijkers, houtblazers, koperblazers, kamermuziek) en muziekpedagogiek. De algemene leiding was toen in handen van Miroslaw Pietkiewicz.
Op 27 november 1979 werd men onafhankelijk van Łódź, de nieuwe naam werd Państwowa Wyższa Szkoła Muzyczna w Bydgoszczy imię Feliks Nowowiejski (Nederlands: Feliks Nowowiejski Staatshogeschool voor Muziek). De eerste rector was professor Roman Suchecki, die tot 1987 in deze functie bleef; professor Franciszek Woźniak volgde hem op (tot 1993).
In het academiejaar 1981/1982 was er een structuurverandering en werd het aantal studierichtingen uitgebreid met compositie, muziektheorie, vocale muziek, theater en opera.
Op 1 januari 1982 werd de naam opnieuw veranderd: Akademia Muzyczna im. Feliksa Nowowiejskiego w Bydgoszczy (Nederlands: Feliks Nowowiejski Muziekacademie Bydgoszcz), vernoemd naar de Poolse componist, muziekpedagoog, dirigent en orgelvirtuoos Feliks Nowowiejski (1877-1946).
Tegenwoordig studeren ongeveer 400 studenten aan de Muziekacademie Bydgoszcz onder leiding van zo'n 180 leraren en beheerpersoneel. De rector is in 2007 professor Jerzy Kaszuba.

## Eredoctoren van de Academie
- Prof. Jerzy Godziszewski (2007)

## Bekende professoren
- Vadim Brodski
- Tatiana Szebanowa
- Jerzy Sulikowski
- Katarzyna Popowa-Zydroń
- Ewa Pobłocka
- Jerzy Godziszewski
- Jarosław Drzewiecki
- Jadwiga Kaliszewska
- Paweł Radziński
- Jan Drzewiecki
- Magdalena Krzyńska
- Katrzyna Rymarczyk
- Brygida Skiba
- Piotr Kusiewicz
- Leszek Skrla